# Enicospilus cepillo
Enicospilus cepillo är en stekelart som beskrevs av Ian D. Gauld 1988. Enicospilus cepillo ingår i släktet Enicospilus och familjen brokparasitsteklar. Inga underarter finns listade i Catalogue of Life.